# Malavillers
Malavillers ist eine französische Gemeinde mit 125 Einwohnern (Stand: 1. Januar 2022) im Département Meurthe-et-Moselle in der Region Grand Est (bis 2015 Lothringen). Sie gehört zum Arrondissement Val-de-Briey und ist Mitglied im Gemeindeverband Communauté de communes Cœur du Pays-Haut. Die Bewohner werden Malavillois und Malavilloises genannt.

## Lage
Malavillers liegt etwa 31 Kilometer westlich von Thionville. Umgeben wird Malavillers von den Nachbargemeinden Serrouville im Norden, Audun-le-Roman im Nordosten und Osten, Anderny im Südosten und Süden, Mont-Bonvillers im Süden und Südwesten, Murville im Südwesten sowie Mercy-le-Haut im Westen und Nordwesten.

## Bevölkerungsentwicklung
| Jahr                       | 1962 | 1968 | 1975 | 1982 | 1990 | 1999 | 2006 | 2019 |
| Einwohner                  | 156  | 140  | 111  | 106  | 112  | 134  | 145  | 129  |
| Quellen: Cassini und INSEE |      |      |      |      |      |      |      |      |

## Sehenswürdigkeiten
- Pfarrkirche Saint-Didier aus dem 18. Jahrhundert
- Schloss Malavillers aus dem 18. Jahrhundert
- Lavoir (ehemaliges Waschhaus)

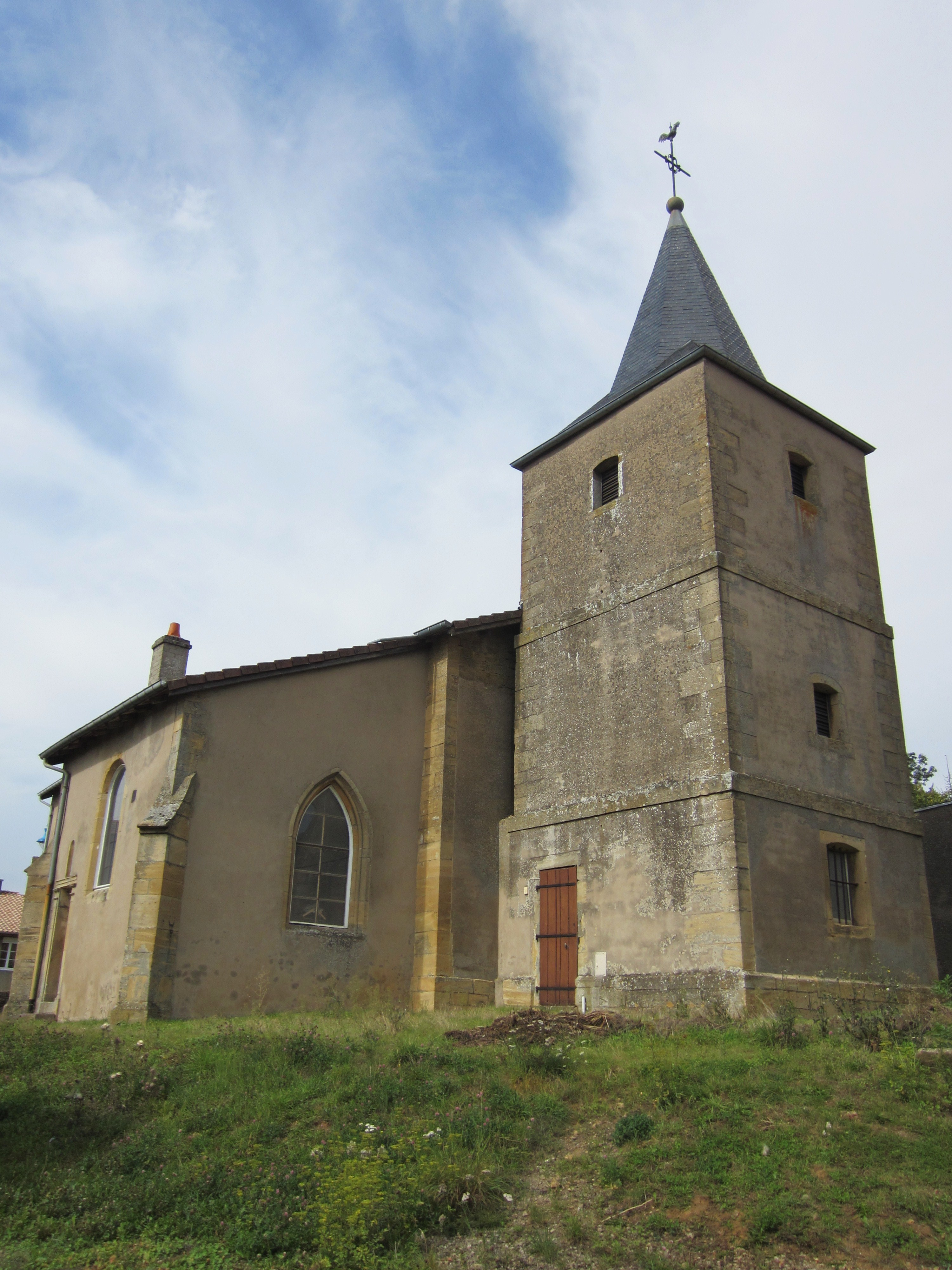
Pfarrkirche Saint-Didier
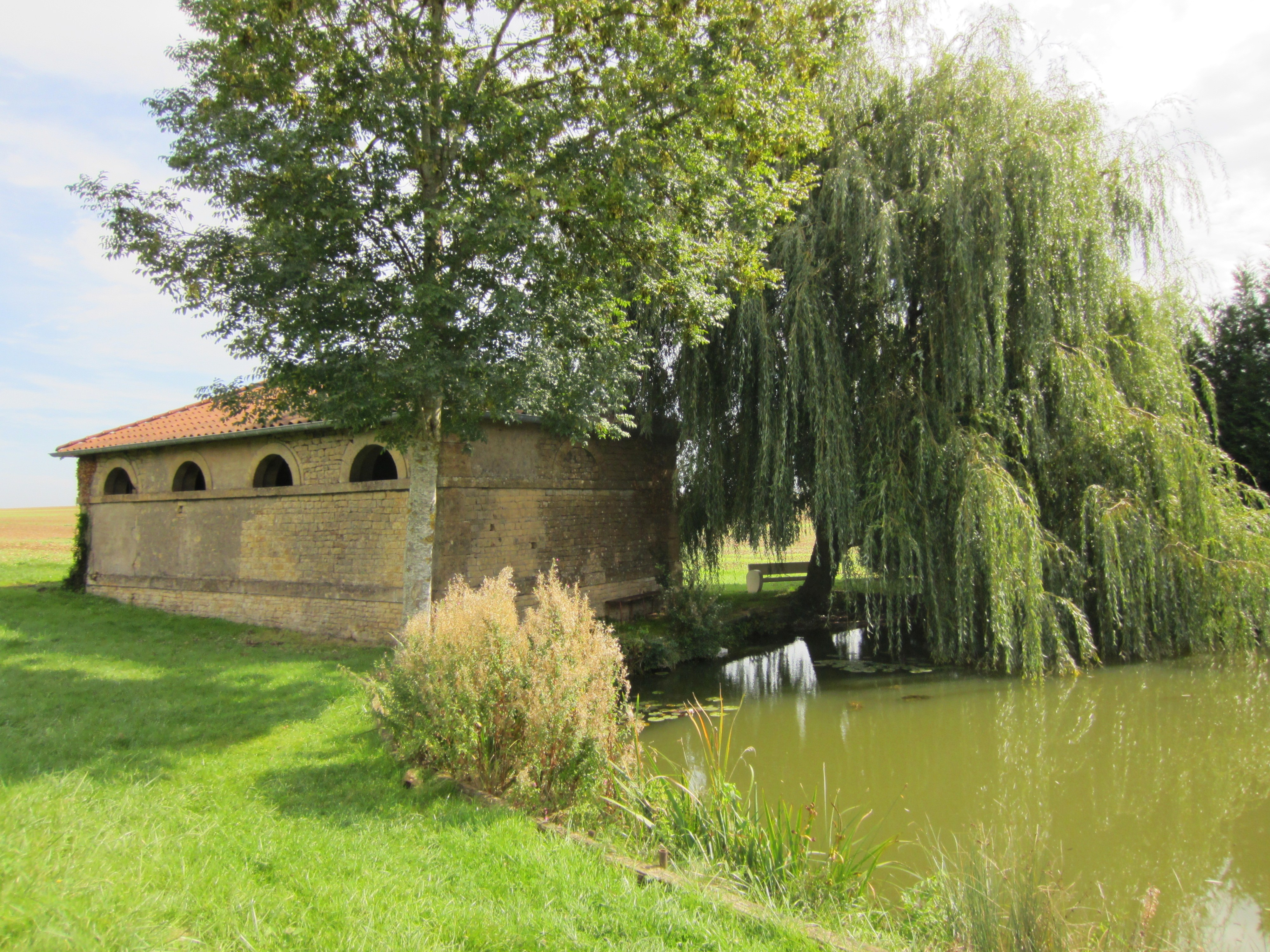
Lavoir